# Колома (Мичиген)
Колома (енгл. Coloma) град је у америчкој савезној држави Мичиген. По попису становништва из 2010. у њему је живело 1.483 становника.

## Демографија
Према попису становништва из 2010. у граду је живело 1.483 становника, што је 112 (7,0%) становника мање него 2000. године.
| Група             | 2000.         | 2010.         |
| Белци             | 1.533 (96,1%) | 1.359 (91,6%) |
| Афроамериканци    | 18 (1,1%)     | 18 (1,2%)     |
| Азијати           | 5 (0,3%)      | 16 (1,1%)     |
| Хиспаноамериканци | 21 (1,3%)     | 58 (3,9%)     |
| Укупно            | 1.595         | 1.483         |